# Unità di massa atomica
L'unità di massa atomica unificata (amu, dall'inglese atomic mass unit), detta anche dalton (Da), è un'unità di misura tecnica per la massa atomica.
Non fa parte del sistema SI, ma viene ancora riconosciuta come unità derivata in quanto in passato utilizzata in chimica e biochimica. Attualmente si preferisce utilizzare sottomultipli del chilogrammo o multipli dell'elettronvolt, in particolare il gigaelettronvolt (GeV):
{\displaystyle 1\ \mathrm {u} =0{,}9315\ \mathrm {GeV/c} ^{2}}
Altri suoi simboli sono u (simbolo più ambiguo), o uma, che è l'acronimo in lingua italiana.
Veniva utilizzata per indicare la massa delle particelle elementari, di singoli atomi (massa atomica), molecole (massa molecolare), ioni, radicali. Questa unità era diffusa in passato, perché sperimentalmente risultava più immediato confrontare masse di atomi e molecole, piuttosto che misurarne effettivamente la loro massa, specialmente quando si utilizzava uno spettrometro di massa.

## Definizione
La definizione era inizialmente la massa di un atomo di idrogeno. In seguito si passò per migliorare la precisione di misura, a "la dodicesima parte della massa di un atomo di carbonio-12" (12C). Secondo la definizione pre-2019 della mole quindi, siccome 12 g di C-12 corrispondevano a una mole di atomi, un numero di unità di massa atomica pari al valore numerico della costante di Avogadro corrispondeva a un grammo:
{\displaystyle 1\ \mathrm {g} =N_{A}\,\mathrm {u} }
Invertendo questa conversione si trovava che:
{\textstyle 1\ \mathrm {u} \simeq {\dfrac {1}{N_{A}}}\,\mathrm {g} }
Dove la costante di Avogadro portava con sè le incertezze di misura date dalla sua definizione empirica: un valore pre-2019 ad esempio era (deviazione standard tra parentesi):
{\displaystyle N_{A}=6{,}02214078(18)\times 10^{23}\ \mathrm {mol} ^{-1}}
e questo si ripercuoteva sul valore in kg della u.m.a.
Il valore della costante di Avogadro è stato poi ridefinito come "esatto" (cioè, per definizione, non è arrotondato) nella ridefinizione delle unità di misura del Sistema Internazionale del 2019, come pari a:
{\displaystyle N_{A}=6{,}02214076\times 10^{23}\ \mathrm {mol} ^{-1}}
Da cui consegue che 12 g di C-12 non contengono più esattamente un numero di Avogadro di atomi, ma un po' di più.
La definizione dell'unità di massa atomica non è stata invece cambiata, e continua a corrispondere alla dodicesima parte della massa di un atomo di carbonio-12. Quindi non è più valida la relazione precedente tra u.m.a. e numero di Avogadro, cioè
{\textstyle 1\ \mathrm {u} \neq {\dfrac {1}{N_{A}}}\,\mathrm {g} }
Il valore attuale , che continua ad essere affetto da incertezza anche se ora data dall'incertezza su a quanti numeri di Avogadro di atomi corrispondano 12 g di C-12, è:
{\textstyle 1\ \mathrm {u} \simeq 1{,}660\ 539\ 068\ 92(52)\times 10^{-27}\ \mathrm {kg} =1{,}660\ 539\ 068\ 92(52)\times 10^{-24}\ \mathrm {g} }
Questo inoltre fa cadere la equivalenza fra u.m.a. e g/mol, ovvero fra massa atomica e massa molare. La costante di conversione tra le due grandezze, detta costante di massa molare, ha valore raccomandato CODATA di :
{\textstyle \mathrm {M_{u}} =1{,}00000000105(31)\,\mathrm {g} \,\mathrm {mol} ^{-1}}
L'unità di massa atomica era conveniente nella pratica sperimentale perché un nucleone legato ha una massa circa pari a 1 unità, quindi un atomo o una molecola, con un numero di massa A ha una massa circa di A unità di massa atomiche. La ragione consiste nel fatto che un atomo di carbonio-12, da cui l'unità di massa atomica trae la sua definizione, contiene 6 protoni, 6 neutroni e 6 elettroni, con protoni e neutroni aventi all'incirca la stessa massa e gli elettroni aventi massa trascurabile. Questa approssimazione è comunque grossolana poiché non tiene conto della variazione della massa con l'energia di legame dei nuclei atomici (in base alla nota equazione di Einstein: E = mc²) e della differenza di massa tra il protone e il neutrone.

## Simboli
L'Unione internazionale di chimica pura e applicata (IUPAC), raccomanda di utilizzare il simbolo u per indicare l'unità di massa atomica unificata. Tuttavia, sia in biochimica sia in biologia molecolare è consuetudine utilizzare Da.
Specialmente in vecchie pubblicazioni è possibile trovare l'acronimo uma oppure amu, oppure l'unità di misura non è indicata affatto. Quest'ultimo metodo era giustificato in passato con l'introduzione della massa atomica relativa che, essendo un rapporto tra la massa assoluta dell'atomo o del composto sotto esame e l'unità di massa atomica, doveva essere una quantità adimensionale.

## Fattori di conversione
- 1 u ≈  1/NA g = 1/(1000 NA) kg
- 1 u ≈ 1,66053906892×10−27 kg
- 1 u ≈ 931,4936148 MeV/c2, confrontabile con altre (vicine) unità di massa quali 
  - protone:                   938,27 Mev/c2
  - nucleo d'idrogeno:   938,8 Mev/c2

## Storia
Il chimico John Dalton fu il primo a suggerire di utilizzare la massa di un atomo di idrogeno come riferimento nel confronto delle masse di atomi e composti chimici.
La scelta cadde inizialmente sull'atomo di idrogeno poiché questo era il più leggero tra tutti gli atomi, ma si rivelò in seguito inadeguata perché questo elemento non consente confronti diretti. Francis William Aston, l'inventore dello spettrometro di massa, propose in seguito di utilizzare come campione 1/16 della massa di un atomo di ossigeno-16.
Prima del 1961, l'unità di massa atomica usata in ambito fisico fu definita come 1/16 della massa di un atomo di ossigeno-16, ma l'unità di massa atomica usata in ambito chimico fu definita come 1/16 della massa media di un atomo di ossigeno (tenendo quindi conto dell'abbondanza dei diversi isotopi di ossigeno presenti in natura). Questa ambiguità fu chiarita nel 1960 dall'Unione internazionale di chimica pura e applicata (IUPAC) introducendo l'attuale definizione di unità di massa atomica unificata.

## Relazione con il sistema internazionale
La precedente definizione della mole, unità fondamentale del SI, accettata dalla CGPM nel 1971 è:
1. La mole (simbolo mol) è la quantità di sostanza di un sistema che contiene tante entità elementari quanti sono gli atomi in 0,012 chilogrammi di carbonio-12.
2. Quando si usa la mole, le entità elementari devono essere specificate e possono essere atomi, molecole, ioni, elettroni e altre particelle o gruppi specifici di tali particelle.

Tuttavia, la prima parte di questa definizione è cambiata il 20 maggio 2019:
La mole, simbolo mol, è l'unità del SI della quantità di sostanza. Una mole contiene esattamente 6,02214076×1023 entità elementari. Questo numero è pari al numero di Avogadro, NA, espresso nell'unità mol−1.
Una conseguenza di questo cambio è che la relazione attualmente definita tra la massa dell'atomo 12C, il dalton, il chilogrammo e il numero di Avogadro non sarà più valida. Deve cambiare una delle seguenti;
- La massa dell'atomo 12C è esattamente 12 dalton.
- Il numero di dalton in un grammo è esattamente il valore del numero di Avogadro (ovvero, 1 g/Da = 1 mol ⋅ NA).

La formulazione della nona Brochure del SI implica che la prima affermazione rimane valida, il che significa che la seconda non è più vera. La costante di massa molare non è più esattamente uguale a 1 g/mol, sebbene questo valore sia ancora un'ottima approssimazione. Dato che l'unità di massa atomica unificata è un dodicesimo della massa di un atomo del carbonio-12, ovvero la massa di tale atomo è 12 u, segue che ci sono circa NA atomi di carbonio-12 in 0.012 kg di carbonio-12. Ciò si può esprimere matematicamente:
12 Da × NA ≈ 0.012 kg/mol, oppure
1 Da × NA ≈ 0.001 kg/mol.